# Ступина, Валентина Сергеевна
Валенти́на Серге́евна Сту́пина (4 июня 1920, Ставрополь (ныне Тольятти) — 22 августа 1943, Ессентуки) — советский авиационный штурман, участница Великой Отечественной войны.

## Биография
Родители Сергей Михайлович и Полина Андреевна. Отец закончил два института — педагогический и лесного хозяйства. Был поставлен во главе ставропольского лесничества, вслед за ним из Царицына перебралась и семья. В семье было трое детей: Анатолий (1907 г.р.), Валентина и Николай (1922 г. р.).
Сергей Михайлович тяжело болел и скончался в 1933 году. После смерти отца сестру забрал в свою семью в Самару брат Анатолий. В Самаре она увлеклась авиацией. Через весь город пешком ходила на аэродром, занималась парашютным спортом и даже деньги, выдаваемые ей на завтраки, потратила на авиационный шлем.
Через год Валентина вернулась в Ставрополь. Была очень активной, занималась в драматическом кружке и кружке деткоров, играла на гитаре и мандолине. Занималась спортом, ходила на лыжах, бегала на коньках, капитан мужской волейбольной и участник футбольной команд.
В 1937 году окончила ставропольскую школу с отличием. Верная мечте о небе поступила в Московский авиационный институт, где познакомилась с некоторыми будущими однополчанами. После начала Великой Отечественной войны вместе с остальными студентами рыла противотанковые рвы под Брянском и Орлом.
В начале октября 1941 года добровольно вступила в женский авиационный полк, один из трёх женских полков, формировавшихся под руководством Марины Расковой.
Училась в авиашколе в Энгельсе. Летала на У-2. За большие организаторские способности 5 февраля 1942 года была назначена начальником связи полка. С 27 мая 1942 года на фронте. Несмотря на то, что ей хотелось летать, к командирской работе относилась добросовестно. Обеспечила бесперебойной связью несколько тысяч боевых вылетов. Сама совершила около 15 боевых вылетов. За успешную работу была награждена медалью «За отвагу» среди первых награждённых в полку.
Тяжело заболела, но долго не хотела уезжать в госпиталь, боясь отстать от своего полка. Попала в госпиталь в Ессентуках, где и умерла 22 августа 1943 года. По одним сведениям, она скончалась от туберкулёза, по другим — от последствий ранения, по третьим — от рака.
Была похоронена с воинскими почестями на местном гражданском кладбище. Мать, Полина Андреевна не успела на похороны, но её с поезда встретила лично командир полка Евдокия Бершанская, проводила на кладбище, и договорилась, что обратно Полину Андреевну доставят на попутном военном самолёте.
Однополчанка, Герой Советского Союза Наталья Кравцова так писала матери Валентины: 

Ваша Валя осталась в моей памяти как удивительно славный человек и цельная натура. Никакой фальши в ней не было, в большом и малом. Она поистине человек с большой буквы. Я вспоминаю её с уважением и любовью… Она была человеком скромным, не любила шумихи, очень ярко краснела, смущалась, когда её хвалили, и старалась превратить все в шутку. Никогда ничего не делала напоказ, и вообще была человеком большой внутренней культуры 

## Награды
- Медаль «За отвагу» (16.11.1942)[3].

## Память
В 1965 году в Тольятти (ранее Ставрополь) Вторая Парковая улица была переименована в улицу Валентины Ступиной. Дом № 42, где жила Валентина был перевезён при переносе города, на нём установлена мемориальная доска.